# Henriette Sontag

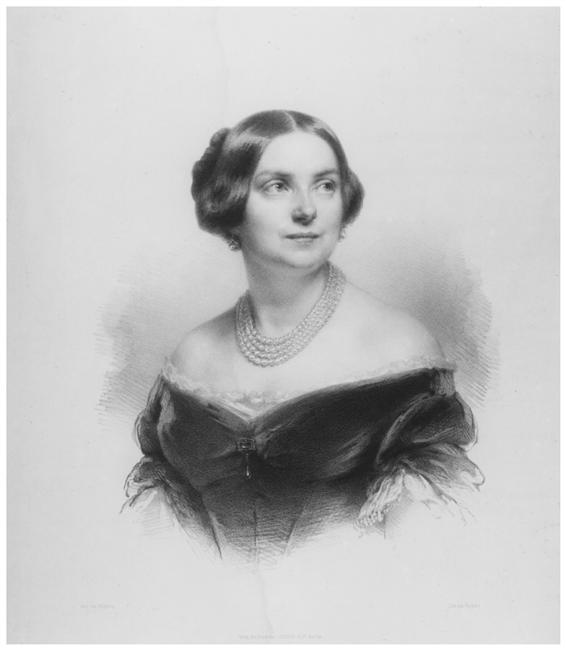
Henriette Sontag på 1840-talet.

Henriette Gertrude Walpurgis Sontag, född den 3 januari 1806 i Koblenz, död den 17 juni 1854 i Mexiko, var en tysk operasångerska (sopran).

## Karriär
Henriette Sontag var dotter till ett framstående skådespelarpar och uppträdde redan som barn på scenen. Hon blev vid elva års ålder elev vid konservatoriet i Prag, och sjöng från 1822 på de tyska och italienska operorna i Wien, där hon bland annat sjöng Carl Maria von Webers Euryanthe. Sina första större triumfer vann hon dock i Leipzig, där hon 1825 uppträdde bland annat som Agatha i Webers Friskytten, varefter hon samma år anställdes vid Königsstädtisches Theater i Berlin. År 1826 gjorde hon succé i Paris som Rosina i Barberaren i Sevilla, där hon sägs ha överglänst Angelica Catalani som koloratursångerska, och 1827 gick hon över till italienska operan i Paris.
Överallt hyllades Henriette Sontag med lovord, och hennes gager var ovanligt höga. Hon lämnade emellertid teatern 1830, sedan hon 1828 gift sig med en sardinsk diplomat, greve Carlo Rossi. Dessförinnan hade hon av konungen av Preussen adlats under namnet von Lauenstein. Hon följde nu med sin man på hans beskickningar i Haag, Frankfurt och Sankt Petersburg, och lät endast då och då höra sig som konsertsångerska. Äktenskapet med Rossi var lyckligt, men 1849 tvingades hon av ekonomiska skäl åter börja sjunga inför publik. Efter stora framgångar i Tyskland, Paris och London begav hon sig 1852 till Amerika. År 1854 tog hon anställning vid italienska operan i Mexiko, men dog inom kort i kolera.

## Eftermäle
Henriette Sontag beskrivs av Eugène Fahlstedt i Nordisk Familjebok som "en utomordentligt älskvärd och begåfvad sångerska, hvars sköna och böjliga sopran förhöjdes af själfullt fördrag och fulländad teknik, förvärfvad genom de samvetsgrannaste självstudier". Vidare ska hennes dramatiska begåvning ha varit särskilt lämpad för lyriska och graciösa roller, såväl i tyska operor som i Vincenzo Bellinis, Gioacchino Rossinis och Gaetano Donizettis verk.